# Emily Donelson

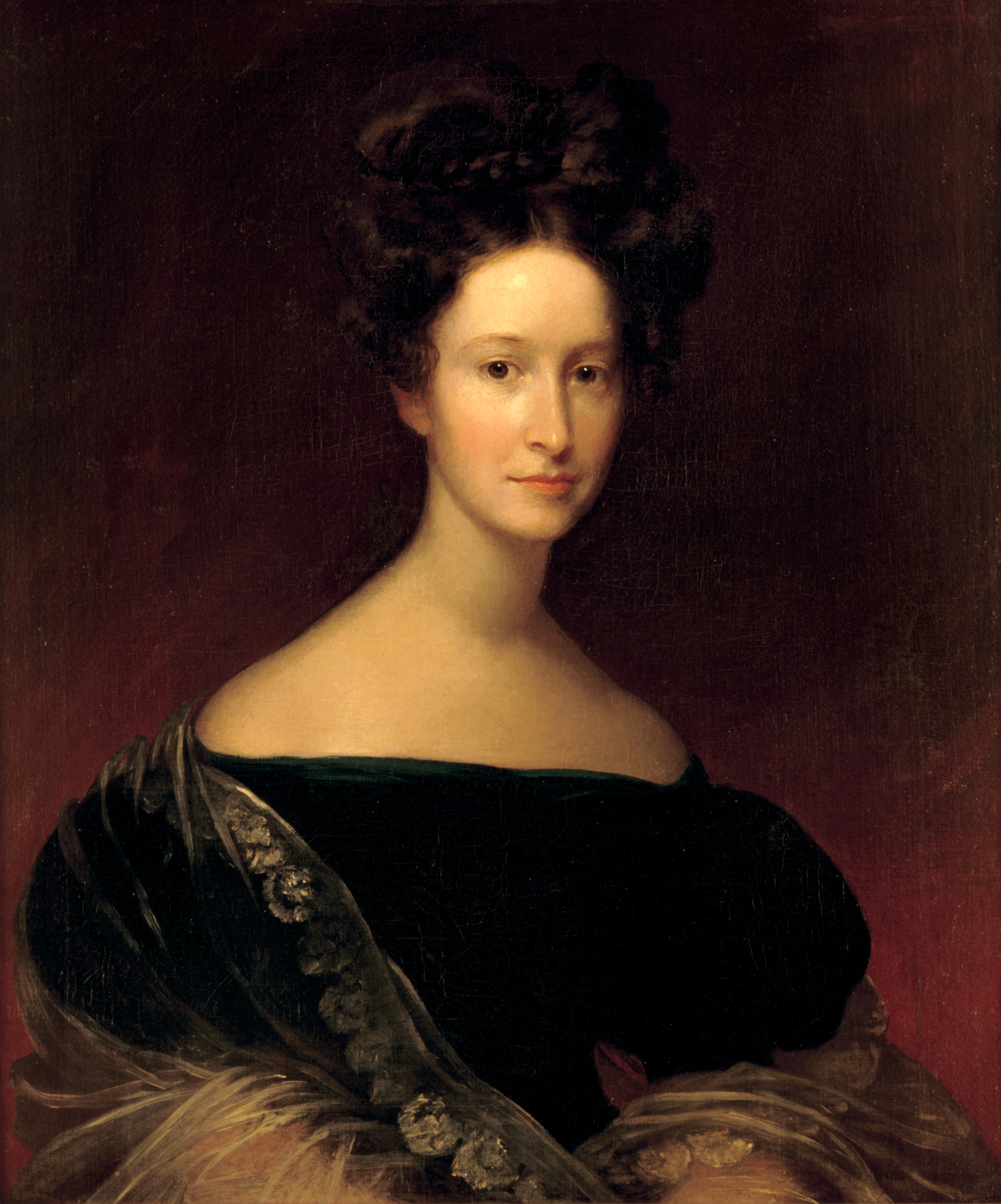
Emily Donelson

Emily Tennessee Donelson (* 1. Juni 1807 in Donelson, Davidson County, Tennessee; † 19. Dezember 1836) war die Nichte der Ehefrau des siebten US-Präsidenten Andrew Jackson. Sie war von 1829 bis 1836 die inoffizielle First Lady der Vereinigten Staaten, da Jacksons Gattin Rachel bereits 1828 gestorben war.
Sie wurde auf der Farm ihres Vaters John Donelson geboren. Er war der Bruder von Rachel Donelson Jackson, der zukünftigen Frau des Präsidenten Andrew Jackson. Emily studierte an der Nashville Female Academy.
Am 16. September 1824 heiratete Emily ihren Cousin ersten Grades, den Diplomaten und späteren Kandidaten für die Wahl zum US-Vizepräsidenten, Andrew Jackson Donelson (1799–1871). Das Paar hatte fünf Kinder.
1836 verschlechterte sich ihre Gesundheit und man diagnostizierte bei ihr Tuberkulose. Im Juni desselben Jahres zog sie sich aus dem Weißen Haus auf ihre Plantage „Tulip Grove“ zurück.